# 58-я отдельная мотопехотная бригада (Украина)
58-я отдельная мотопехотная бригада имени гетмана Ивана Выговского (укр. 58-ма окрема мотопіхотна бригада, сокр. 58 ОМПБр, в/ч А1376, пп В0425) — тактическое соединение Сухопутных войск Украины.

## История
Была сформирована 17 февраля 2015 года согласно общей директиве Министерства обороны Украины и Генерального штаба от 8 декабря 2014 года.
С апреля 2015 года состав бригады пополнили несколько мотопехотных батальонов.
С февраля 2016 года бригада выполняла задания на Донецком направлении: территории Авдеевки и Ясиноватского района. Она прикрывала 30 км фронта в районе авдеевской промзоны и Верхнеторецкого. В октябре 2016 года подразделения бригады прибыли в Конотоп к месту постоянной дислокации.
6 мая 2019 года, в первое празднование Дня пехоты, бригада получила почетное название в честь гетмана Ивана Выговского.
Летом 2024 года во время обороны Урожайного, впоследствии оставленного ВСУ,  за три месяца боёв потери бригады составили до 100 человек.

## Командование
- Май 2015 — сентябрь 2016: полковник Заболотный, Сергей Вячеславович[9][10]
- 2016 — 28 августа 2019: полковник Драпатый, Михаил Васильевич[11]
- С сентября 2019: полковник Кащенко, Дмитрий Валерьевич[укр.]